# Megamelodes quadrimaculatus
Megamelodes quadrimaculatus är en insektsart som först beskrevs av Victor Antoine Signoret 1865.  Megamelodes quadrimaculatus ingår i släktet Megamelodes, och familjen sporrstritar. Arten har ej påträffats i Sverige.